# Ципрея Фултона
Ципрея Фултона, или каури Фултона (лат. Barycypraea fultoni) — брюхоногий моллюск.

## История открытия и находок
Первое научное описание этого вида осуществлено в 1903 году английским конхологом Дж. Соверби III в своей работе «Моллюски Южной Африки». Раковина моллюска была извлечена из желудка рыбы, пойманной у берегов Квазулу-Натал, и первоначально принадлежала английскому дилеру и коллекционеру Хью Фултону. Данный экземпляр был описан Соверби, который присвоил моллюску видовое название в честь первого обладателя его раковины. Длина раковины составляла 60 мм. Впоследствии данный вид длительное время был известен только в единственном экземпляре. В 1930-х годах Фултон продал раковину Британскому коллекционеру Трэчманну за очень малую цену в 20 фунтов. От Трэчманна раковина попала в Британский музей, где хранится и по сей день.
В течение последующих 85 лет крайне малочисленные экземпляры Ципреи Фултона обнаруживали только в желудках рыб, которые были выловлены у берегов Южной Африки. По состоянию на 1970 год было известно не более 25 экземпляров этой раковины, и лишь половина из них находится в удовлетворительном состоянии. Тогда же стали появляться первые предположения, что моллюск обитает на большой глубине. Живого экземпляра моллюска на тот момент найти не удалось.
В вышедшей в 1975 году печатной работе впервые приводились сведения о названии рыбы, в желудках которой чаще всего находили раковины ципреи Фултона — Sparodon durbanensis. Также в работе указывалось, что раковина моллюска хорошо сохраняется в желудке рыб только если извлекается на протяжении нескольких часов с момента её заглатывания рыбой. Также отмечалось, что многие раковины имеют следы рыбьих зубов.
Ситуация начала кардинально изменяться с конца 1980-х годов. До 1987 года ципрея Фултона была известна только по экземплярам, найденным в желудках рыб, пойманных у берегов Наталя. Но позднее в различных областях Южной Африки были обнаружены живые моллюски, в том числе, довольно крупная популяция была найдена русскими траулерами, ведущими лов в Мозамбике. Раковины данной северной популяции имели отличия от номинативного южноафриканского подвида, который всё ещё оставался очень редким.
До 1990-х годов данный вид являлся одним из самых редких в мире. После открытия в Мозамбикском проливе популяции моллюсков этого вида, цена на раковины ципреи Фултона заметно снизились, но до сих пор она остаётся одной из самых дорогих ципрей в мире и желанным экземпляром в коллекции большинства коллекционеров.
Большинство находящихся в России экземпляров данного вида являются представители описанного в 1991 году подвида fultoni massieri, который является наиболее крупным из известных на настоящее время подвидов, и относится к представителям северной популяции, обнаруженной ещё советскими рыбаками.

## Описание

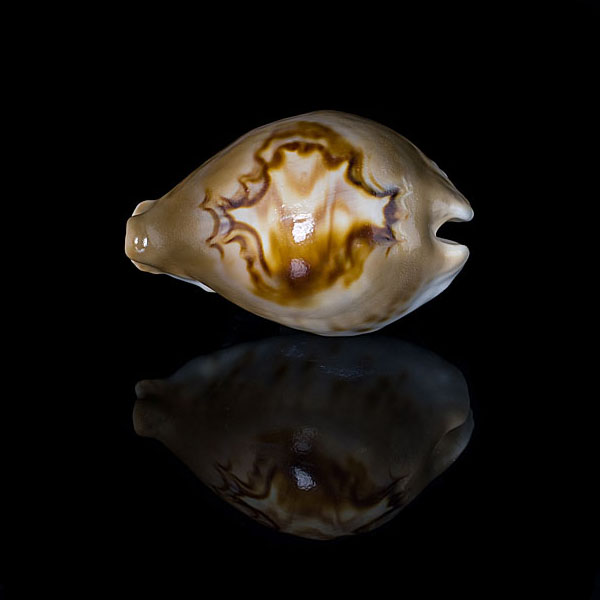

Длина взрослой раковины от 48 до 83 мм. Раковина моллюска относительно крупная, массивная, тяжёлая, грушевидно-овальной формы. Наружная поверхность раковины часто является неровной, слегка шероховатой. Окраска раковины — оливково-серая, с узорчатым «окном» в центральной части спинной поверхности. Узор абстрактный, вариабельный, своими очертаниями может напоминать цветок, остров на карте и т. п., и представлен яркими тёмно-коричневыми и неяркими лилового цвета линиями. Известный немецкий коллекционер, конхолог и исследователь Феликс Лоренц сравнивал этот абстрактный рисунок с формой мальтийского креста.
Базальная сторона раковины белая, сливочно-белая, с крапинками по периферии. Боковая поверхность раковины кремовая, покрыта относительно крупными пятнами коричневого цвета, заходящими на основание. Зубы устья крупные, довольно четкие, светло-коричневого цвета на кремовом фоне.
Моллюск с гладкой, полупрозрачной белёсой мантией, покрытой равномерно распределёнными длинными и гладкими папиллами, концы которых увенчаны отчетливым белым пятном.

## Подвиды
Принято различать от 3 до 4 подвидов ципреи Фултона. Статус одного из подвидов остаётся спорным.
Большинство исследователей выделяет 3 подвида.
- Cypraea fultoni amorimi (Raybaudi, 1989)[6]
- Cypraea fultoni fultoni (Sowerby, 1903)[6]
- Cypraea fultoni massieri (Lorenz, 1991)[6]
- Cypraea fultoni miniatra (Raibaudi Massilia G., 1988) — статус подвида спорный.

### Barycypraea fultoni fultoni
Barycypraea fultoni fultoni (Sowerby 1903) — является номинативным подвидом. Подвид определяется как очень редкий. Длина раковины колеблется от 48 до 72 мм. Наиболее часто попадаются раковины размером 54 — 66 мм. Моллюск обитает на глубине 60 — 250 метров, населяя нижний ярус коралловых рифов, поселяясь среди скал, в зарослях губок, которыми по-видимому и питается. Распространение — район южной Африки, примыкающий к Дурбану.

### Barycypraea fultoni massieri
Barycypraea fultoni massieri (Lorenz 1991). Название подвида дано в честь южноафриканского дилера и коллекционера раковин моллюсков — Вернера Массиера. До выделения в отдельный подвид, все раковины считались формой номинативного подвида — Cypraea fultoni forma mozambicana. Подвид характеризуется как редкий.
Отличиями являются более крупные размеры, по сравнению с номинативным подвидом. Длина раковины 59 — 83 мм. Также к характерным особенностям подвида относят округлую форму раковины, более многочисленные и узкие зубцы, спинная поверхность раковины матовая. Матовость последней объясняется наличием множества мелких бугорков, покрывающих дорсальную сторону раковины.
Подвид обитает у южного побережья Мозамбика, предпочитает илисто-песчаный грунт на глубине от 60 до 120 м. Основными поставщиками данного подвида на мировой рынок остаются российские рыбаки.

### Barycypraea fultoni amorimi
Barycypraea fultoni amorimi (Raybaudi 1989). Подвид описан бельгийским исследователем Райбауди и назван в честь португальского дилера Мануэля Аморима. Подвид характеризуется как очень редкий. Размер раковины колеблется от 62 до 83 мм. Раковина подвида чрезвычайно тяжелая, отличается «дельтовидной» формой, с выраженными краевыми мозолями. Зубцы устья раковины многочисленные, бледно-оранжевого цвета.
Существует по крайне мере 5 экземпляров, выловленных траулерами на глубине от 200 до 250 метров.

## Ареал
Эндемик берегов Мозамбика, обитает на большой глубине до 250 метров.

## Самая дорогая раковина в мире
Ципрея Фултона является одной из самых дорогих коллекционных раковин моллюсков в мире. В начале 1990-х годов хороший экземпляр раковины мог стоить 10-15 тысяч американских долларов.
Известно о продаже итальянским дилером Джино Райбауди двух раковин по цене 25 000 долларов за каждую.
Но самый дорогой экземпляр раковины ципреи Фултона был продан дилером из Сингапура в начале 1990-х годов. Примечательно, что данная раковина изначально находилась в коллекциях на территории бывшего СССР — сначала в Литве, затем у двух коллекционеров из Москвы. Позже побывала в коллекции морского биолога и коллекционера морских раковин Валерия Даркина, который продал её вышеназванному дилеру из Сингапура в 1988 году.
Впоследствии раковина была продана этим дилером аргентинскому коллекционеру за 37 000 $. На сегодняшний день эта стоимость является самой большой известной суммой, вырученной за продажу одной единственной раковины.
После открытия в Мозамбикском проливе популяции моллюсков этого вида цена на раковины ципреи Фултона заметно снизились, но до сих пор она остаётся одной из самых дорогих ципрей в мире.
На сегодняшнее время, согласно данным ценового каталога за 2002 год раковин моллюсков, составляемого Томом Райсом, имеет место относительно большой разброс цен. Основная часть раковин средней сохранности продаётся по цене от 300 до 400 долларов США. Ценовой диапазон для раковин в идеальном или практически идеальном состоянии составляет — от 600 до 1000 долларов США.